# Колпакове
Колпако́ве — залізничний пасажирський зупинний пункт Луганської дирекції Донецької залізниці.
Розташований у селищі станції Ковпакове, Антрацитівський район, Луганської області на лінії Дебальцеве — Красна Могила між станціями Штерівка (7 км) та Щотове (8 км).

## Історія
Один із перших роздільних пунктів лінії Дебальцеве — Звєрево Донецької кам'яновугільної залізниці, яку було відкрито у 1878 році. Станом на 1879 рік, по станції Колпакове (55 верст від Дебальцевого і 90 верст від Звєревого) зупинявся товаро-пасажирський потяг Звєрево — Ясинувата, маршрут якого до 1882 року було подовжено до Юзового (нині — Донецьк).
До початку XXI століття роздільний пункт Колпакове мав категорію станції Дебальцевського відділення Донецької залізниці.
30 квітня 1918 року українські війська біля станції Колпакове встановили свої символи на східному кордоні Української держави — два високі стовпи, розмальовані у кольори прапора. Щоб підкреслити спадковість з цієї нагоди, у 2018 році Указом Президента України встановлений День прикордонника — 30 квітня.

## Пасажирське сполучення
Через військову агресію Росії на сході України транспортне сполучення припинене, водночас з середини листопада 2018 року двічі на день курсує пара електропоїздів сполученням Фащівка — Красна Могила, що підтверджує сайт Яндекс.